# Portret în miniatură

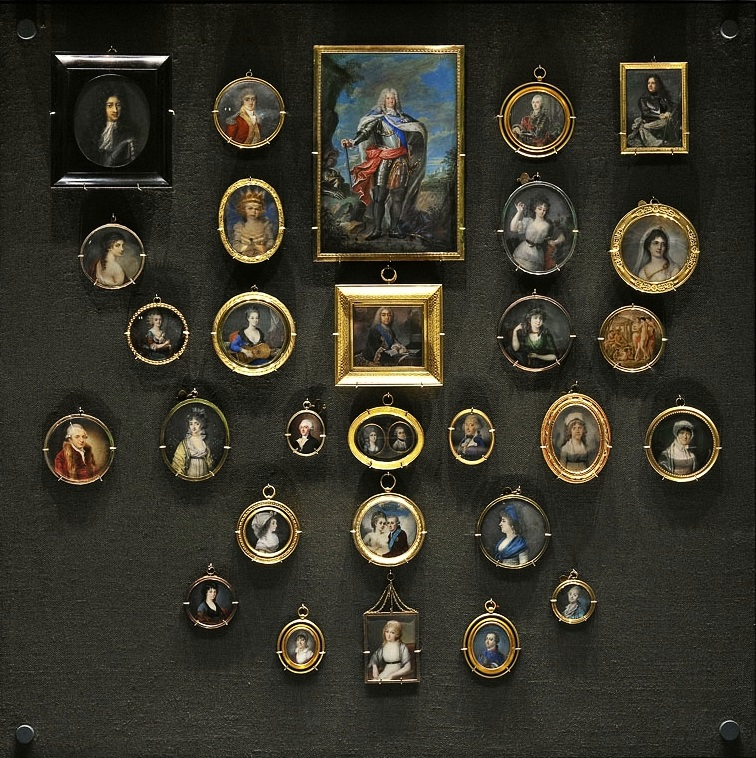
O vitrină cu portrete în miniatură din secolul al XVIII-lea la Muzeul Național din Varșovia.

Un portret în miniatură este un portret pictat în miniatură, de obicei executată în guașă, acuarelă sau email. Miniaturile portret s-au dezvoltat din tehnicile miniaturii din manuscrisele iluminate, au fost populare printre elitele secolului al XVI-lea, în special în Anglia și Franța, și s-au răspândit în restul Europei de la mijlocul secolului al XVIII-lea, rămânând foarte populare până la dezvoltarea dagherotipurilor și a fotografiei la mijlocul secolului al XIX-lea. De obicei, acestea erau cadouri intime oferite în cadrul familiei sau de către bărbații cu speranțe în timpul curtării, dar unii conducători, cum ar fi Iacob I al Angliei, au oferit un număr mare de cadouri diplomatice sau politice. Era foarte probabil să fie pictate atunci când un membru al familiei urma să lipsească pentru perioade semnificative, fie că era vorba de un soț sau un fiu care pleca la război sau emigra, fie că era vorba de căsătoria unei fiice.
Primii miniaturiști au folosit acuarela pentru a picta pe pergament întins sau (mai ales în Anglia) pe cărți de joc decupate după forma dorită. Tehnica a fost deseori numită limning (ca în tratatul lui Nicolas Hilliard⁠(d) Art of Limming din cca. 1600) sau pictură în mic. În a doua jumătate a secolului al XVII-lea, emailul vitros pictat pe cupru a devenit tot mai popular, în special în Franța. În secolul al XVIII-lea, miniaturile erau pictate cu acuarelă pe fildeș, care devenise acum relativ ieftină. De dimensiuni mici, de 40 mm × 30 mm, miniaturile portret erau adesea introduse în medalioane, în capace de ceas sau în bijuterii, pentru a putea fi purtate asupra persoanei. Altele erau înrămate cu suporturi sau atârnate pe un perete, sau încadrate în capace de tabachere.

## Perioada timpurie
Portretul miniatural s-a dezvoltat din manuscrisul iluminat, care fusese înlocuit, în scopul ilustrării cărților, de tehnici precum imprimarea pe lemn și pe calc. Primii miniaturiști de portrete au fost pictori de manuscrise celebri precum Jean Fouquet (autoportret din 1450) și Simon Bening⁠(d), a cărui fiică Levina Teerlinc⁠(d), a pictat mai ales portrete miniaturale și s-a mutat în Anglia, unde predecesorul ei ca artist de curte, Hans Holbein cel Tânăr, a pictat unele miniaturi. Lucas Horenbout⁠(d) a fost un alt pictor de miniaturi olandez la curtea lui Henric al VIII-lea.

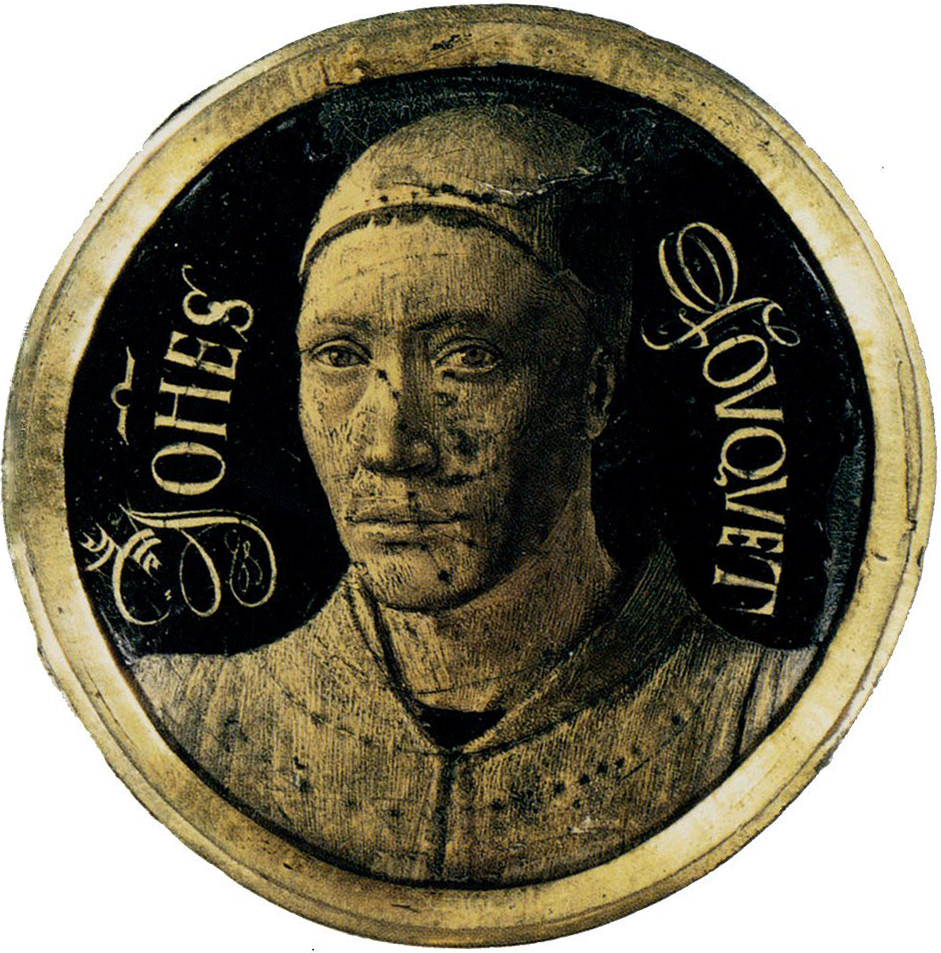
Jean Fouquet, autoportret (1450). Cel mai vechi portret în miniatură și, posibil, cel mai vechi autoportret formal.

Franța a avut, de asemenea, o puternică tradiție a miniaturilor, centrată pe curte, deși aceasta a ajuns să se concentreze la mijlocul secolului al XVI-lea pe imagini mai mari, de dimensiuni apropiate de cele ale cărții moderne de buzunar, care nu ar putea fi considerate miniaturi în sensul obișnuit. Acestea pot fi picturi sau desene finisate cu unele culori și au fost produse de François Clouet ( c. 1510 – 1572), și de discipolii săi.
Primii pictori miniaturiști francezi au fost Jean Clouet (decedat c. 1540 ), fiul său François Clouet, Jean Perréal⁠(d) și alții; dar despre munca lor în domeniul portretisticii avem puține urme în prezent, deși există multe portrete și un număr vast de desene care le sunt atribuite. Cele șapte portrete din Manuscrisul Războiului Gallic (Bibliothèque Nationale) sunt atribuite lui Clouet cel bătrân; la acestea se adaugă o lucrare frumoasă, aflată în colecția Pierpont Morgan, care îl reprezintă pe mareșalul de Brissac. După aceștia îi găsim pe Simon Renard de St. André⁠(d) (1613–1677) și Jean Cotelle⁠(d). Alții ale căror nume ar putea fi menționate au fost Joseph Werner⁠(d) (1637–1710) și Rosalba Carriera⁠(d) (1675–1757).
Primul miniaturist englez de portrete renumit este Nicholas Hilliard⁠(d) ( c. 1537 –1619), cu un stil conservator, dar foarte sensibil la caracterul personajului; cele mai bune lucrări ale sale sunt frumos executate. Culorile sunt opace, iar aurul este folosit pentru a accentua efectul, picturile fiind realizate pe carton. Ele sunt adesea semnate și au și un motto latin pe ele. Hilliard a lucrat o perioadă în Franța și este probabil identic cu pictorul la care se face referire în 1577 ca Nicholas Belliart. Hilliard a fost succedat de fiul său Lawrence Hilliard⁠(d) (mort în 1640); tehnica lui era asemănătoare cu cea a tatălui său, dar mai îndrăzneață, iar miniaturile sale mai bogate în culori.
Isaac Oliver și fiul său Peter Oliver i-au succedat lui Hilliard. Isaac ( c. 1560 –1617) a fost elevul lui Hilliard. Peter (1594–1647) a fost elevul lui Isaac. Cei doi bărbați au fost cei mai timpurii care au dat rotunjime și formă chipurilor pe care le-au pictat. Ei și-au semnat cele mai bune lucrări în monogramă și au pictat nu numai miniaturi foarte mici, ci și unele mai mari, care măsurau până la (250 mm × 230 mm). Pentru Carol I al Angliei (1600–1649) au copiat la scară mică multe dintre tablourile sale celebre ale vechilor maeștri.

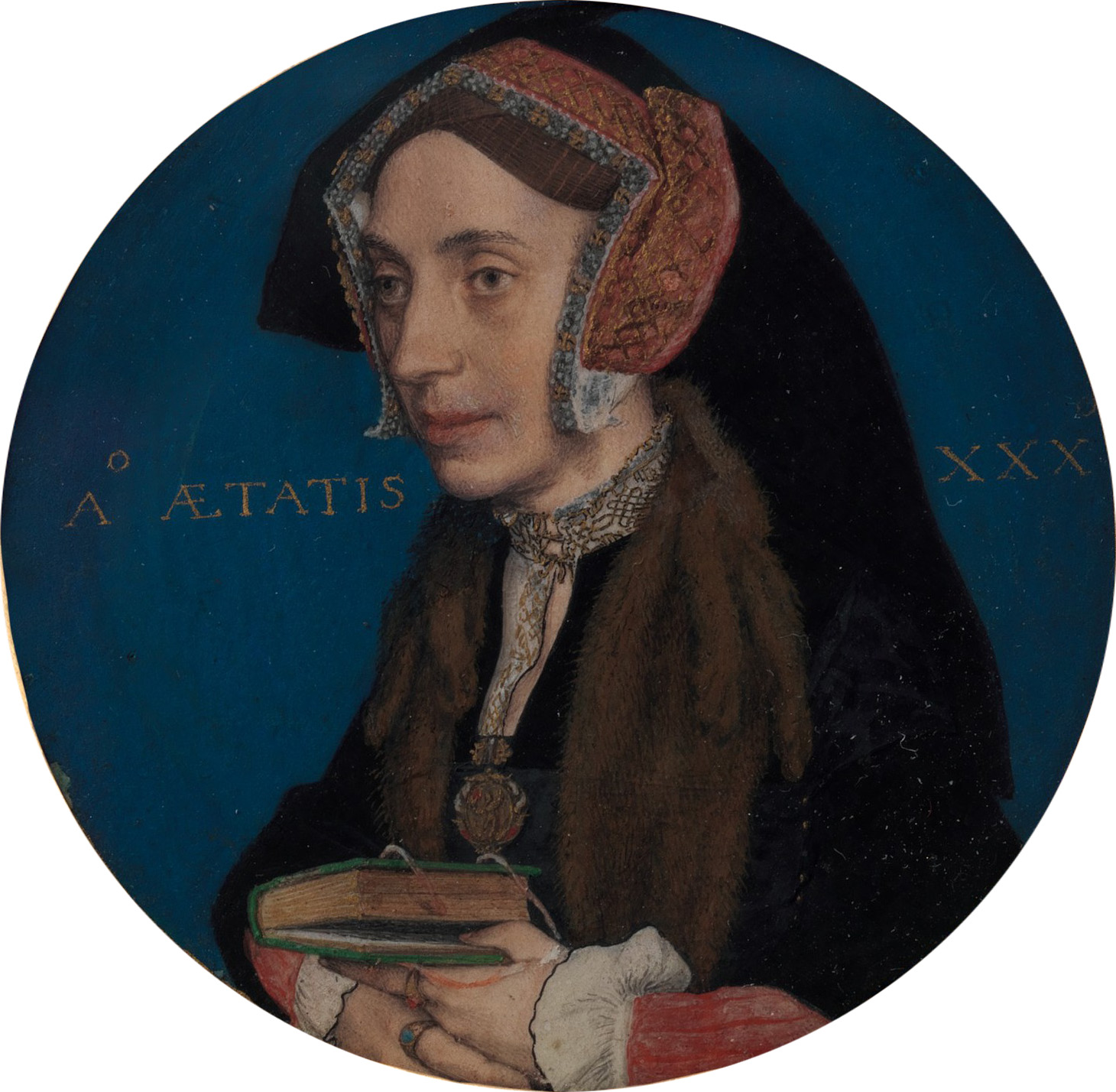
Portret în miniatură a lui Margaret Roper de Hans Holbein cel Tânăr, c. 1535–36

Alți miniaturiști care au trăit aproximativ în aceeași perioadă au fost Balthazar Gerbier⁠(d), George Jamesone⁠(d), Penelope Cleyn⁠(d) și frații ei. John Hoskins (decedat în 1664) a fost urmat de un fiu cu același nume, despre care se știa că trăia în 1700, deoarece o miniatură semnată de el și purtând această dată se află în colecția Pierpont Morgan, reprezentându-l pe James FitzJames, primul duce de Berwick.
Samuel Cooper (1609–1672) a fost nepotul și elevul bătrânului Hoskins și este considerat cel mai mare miniaturist englez de portrete. Și-a petrecut mult timp la Paris și în Olanda, iar despre cariera sa se cunosc foarte puține lucruri. Lucrările sale au o anvergură și o demnitate superbe și au fost numite lucrări în mărime naturală în mic. Portretele sale ale bărbaților din epoca puritană sunt remarcabile prin fidelitatea lor față de viață și prin forța de mânuire. A pictat pe carton, piele de pui și pergament, iar în două ocazii pe bucăți subțiri de os de oaie. Utilizarea fildeșului nu a fost introdusă decât mult după epoca sa. Lucrările sale sunt frecvent semnate cu inițialele sale, în general în aur, și foarte des cu adăugarea datei.
Alți miniaturiști din această perioadă sunt Alexander Cooper⁠(d) (decedat în 1660), care a pictat o serie de portrete ale copiilor regelui și reginei Boemiei; David des Granges⁠(d) (1611–1675); Richard Gibson (1615–1690); Charles Beale cel Bătrân și Mary Beale⁠(d). Ei sunt urmați de artiști precum Gervase Spencer⁠(d) (decedat în 1763), Bernard Lens III⁠(d), Nathaniel Hone și Jeremiah Meyer⁠(d), ultimii doi fiind notabili în legătură cu înființarea Academiei Regale⁠(d). Lucrătorii în plumb negru (plumbago, cum era numit la acea vreme) nu trebuie trecuți cu vederea, în special David Loggan⁠(d), William Faithorne⁠(d) și John Faber cel Bătrân. Aceștia au desenat cu detalii rafinate și de mare efect pe hârtie sau velin.
La 28 aprilie 1733, un incendiu la White's Chocolate and Coffee House a provocat o distrugere teribilă a portretelor în miniatură. Sir Andrew Fountaine a închiriat două camere la White's pentru a-și păstra temporar imensa colecție de portrete realizate de Hilliard, familia Oliver, Samuel Cooper și alții. Întreaga casă a ars; numărul tablourilor distruse a fost atât de mare încât cenușa a fost atent cernută pentru a recupera aurul din suporturile incinerate ale miniaturilor.

## Perioada de vârf, pe țară

### Danemarca

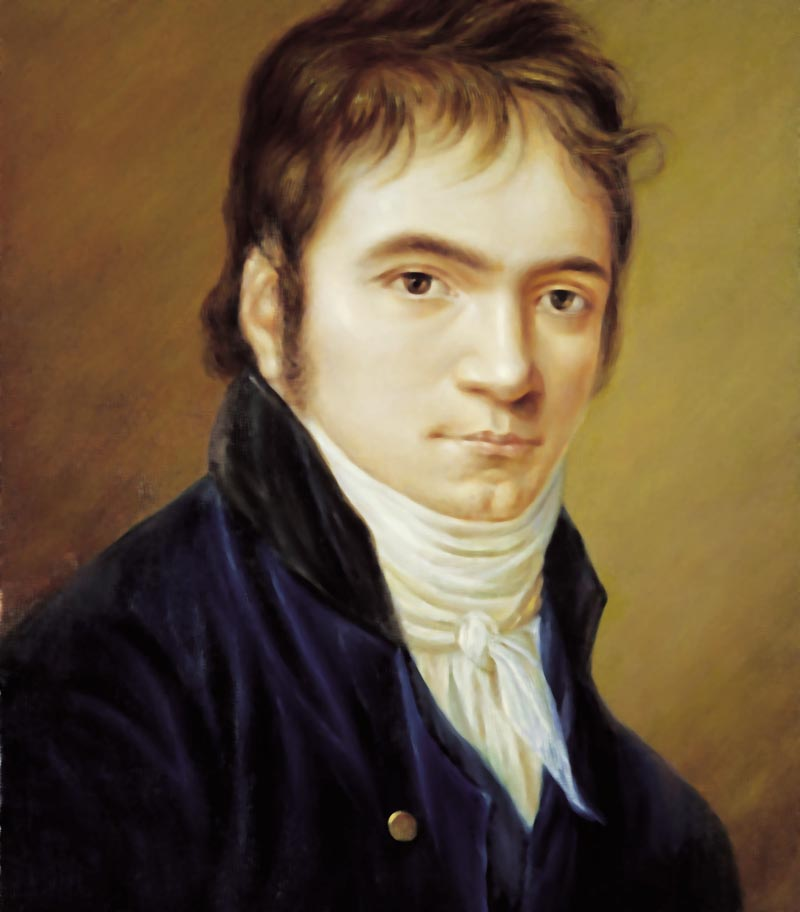
Portretul în miniatură al lui Ludwig van Beethoven, realizat de (1802).

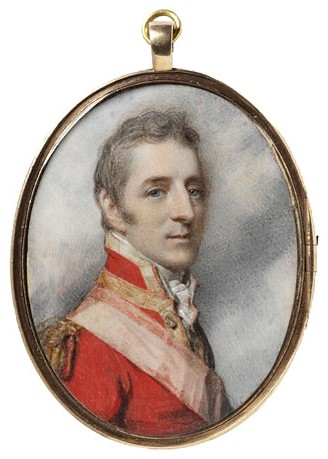
Viitorul Duce de Wellington în 1808, de.

În Danemarca, Cornelius Høyer⁠(d) s-a specializat în pictura în miniatură (adesea 40 mm × 30 mm sau în multe cazuri, de formă ovală sau rotundă) în a doua jumătate a secolului al XVIII-lea și a fost numit pictor de miniaturi la Curtea daneză în 1769. De asemenea, a lucrat la alte câteva curți europene și a câștigat o reputație internațională considerabilă.  El a fost succedat de Christian Horneman ca principalul susținător al Danemarcei comerțului special al portretelor în miniatură. Printre lucrările sale cele mai cunoscute se numără un portret al lui Ludwig van Beethoven din 1802, de care Beethoven era deosebit de atașat — posibil pentru că îl prezintă cu o înfățișare mai chipeșă decât majoritatea celorlalte portrete.

### Anglia
Secolul al XVIII-lea a dat naștere unui număr mare de pictori miniaturiști, dintre care Richard Cosway⁠(d) (1742–1821) este cel mai faimos. Lucrările sale sunt de o mare frumusețe și sunt executate cu mișcări burște și o strălucire pe care niciun alt artist nu le-a egalat. Cele mai bune lucrări ale sale au fost realizate în jurul anului 1799. Portretele sale sunt în general pe fildeș, deși ocazional a lucrat pe hârtie sau pergament și a realizat numeroase desene în creion pe hârtie, în care a colorat ușor fețele și mâinile, pe care le-a numit „desene pătate”. Cele mai frumoase miniaturi ale lui Cosway sunt semnate pe spate; există doar una autentică semnată pe față; foarte puține poartă chiar inițialele sale pe față.
George Engleheart⁠(d) (1750–1829) a pictat 4.900 de miniaturi; a semnat adesea E sau GE. Andrew Plimer⁠(d) (1763–1837) a fost un elev al lui Cosway și atât el, cât și fratele său Nathaniel Plimer⁠(d) au realizat portrete minunate. Strălucirea ochilor, părul vâlvoi, exuberanța culorilor, combinate cu clarobscurul forțat și desenul adesea foarte imprecis, sunt caracteristici ale lucrărilor lui Andrew Plimer. John Smart⁠(d) ( c. 1740 – 1811) a fost în unele privințe cel mai mare dintre miniaturiștii din secolul al XVIII-lea. Opera sa a fost salutată de contemporani pentru excelența sa în rafinament, putere și delicatețe, pentru textura sa mătăsoasă și finisajul elaborat, precum și dragostea artistului pentru un fundal maro. Alți pictori de seamă au fost Richard Crosse (1742–1810), Ozias Humphry⁠(d) (1742–1810), Samuel Shelley⁠(d) (c. 1750–1808), ale cărui cele mai bune tablouri sunt grupuri de două sau mai multe persoane, Henry Edridge⁠(d) (1769–1821), John Bogle⁠(d) și Edward Dayes⁠(d).
India colonială

Portretul unui membru al familiei Tayler în 1787, de John Smart. Smart a pictat miniaturi similare pentru soldații britanici din India la sfârșitul secolului al XVIII-lea.

Miniatura portretului a fost folosită și ca instrument de notorietate, respect și promovare, în special pentru britanicii din India colonială. Tinerii soldați trimiși în India aveau adesea impresia că misiunea lor le va ridica statutul în societate, le va asigura o promovare și îi va pregăti pentru căsătorie la întoarcere. Clima din India ocupată britanică s-a dovedit a fi aspră pentru tenului și mulți din societatea britanică au privit cu severitate schimbarea fizică. Tinerii și-au comandat portrete la sosirea în India pentru mame, surori și soții pentru a dovedi că sănătatea și siguranța lor nu erau o preocupare. Portretele erau comandate de soldați pentru a fi trimise înapoi familiilor, multe dintre miniaturile portretelor fiind create de artiști britanici aflați temporar în India. Un astfel de artist a fost John Smart. Smart a petrecut perioada dintre 1785 și 1795 în Madras, unde a fost foarte căutat de soldații britanici. Miniaturile portret comandate în India colonială realizate din fildeș sunt foarte diferite de cele create din pânză și ulei; nu numai din cauza costului comenzii în sine, ci și din cauza fragilității și riscului de ambalare și expediere. Transportul miniaturilor portret din fildeș era adesea taxat mai greu din cauza riscului mai mare de deteriorare sau pierdere. Datorită importanței acordate statutului și costurilor de expediere, mulți cercetători au ajuns la concluzia că miniaturile portret nu indică doar noile metode artistice, ci și istoria culturală a miniaturii portret în India colonială.

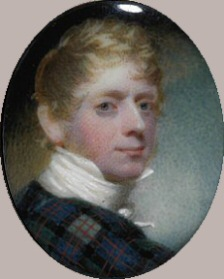
Autoportret în miniatură pe fildeș de Andrew Robertson, 1811. Victoria and Albert Museum.

### Irlanda
Gustavus Hamilton (1739-1775) a fost instruit de Robert West la Colegiul Național de Artă și Design din George's Lane, Dublin și a fost, de asemenea, ucenic sau elev al lui Samuel Dixon⁠(d) din Capel Street, Dublin, unde a fost angajat să coloreze gravurile în basorelief de păsări și flori produse de Dixon.
Stabilindu-se ca pictor în miniatură, a dobândit o practică extinsă și la modă, patronat, spune John O'Keeffe în „Amintiri”, de doamne de prim rang, și făcând „o mulțime de bani prin creionul său”. Din 1765 până în 1768 a locuit în Parliament Street, Dublin, apoi la nr. 1 Dame Street, Dublin, la casa lui Stock the hosier, iar apoi în College Green, Dublin.
A contribuit cu miniaturi la Societatea Artiștilor din Dublin între 1765 și 1773. Cu puțin timp înainte de moartea sa, s-a mutat la Cork Hill, Dublin, și acolo a murit la 16 decembrie 1775, la vârsta de 36 de ani. A fost înmormântat pe 18 decembrie la Biserica Sf. Werburgh, Dublin .

### Franța

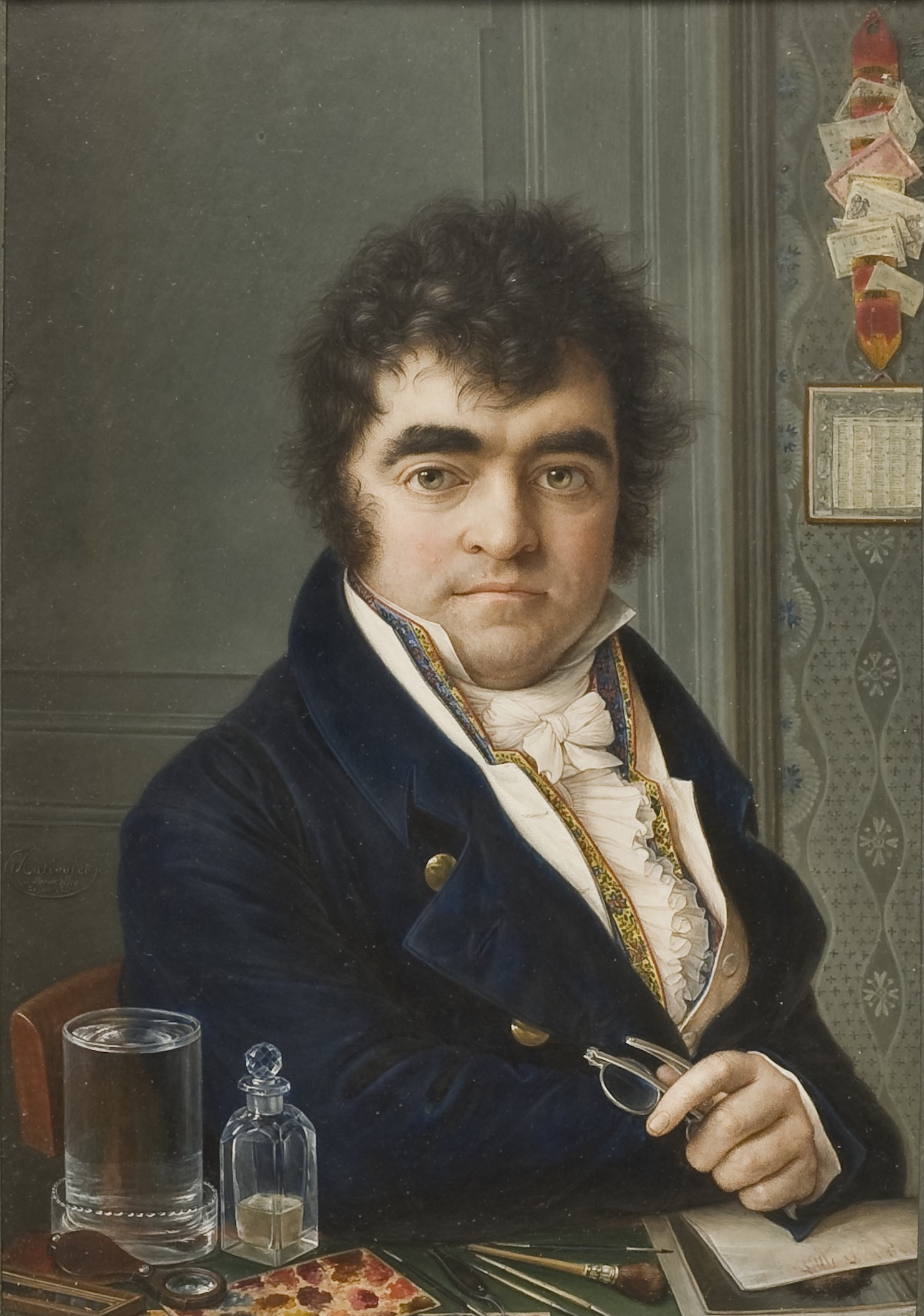
Autoportret în miniatură, de. În prim-plan, pot fi văzute creioanele, pensulele și uneltele artistului pentru pictarea miniaturilor. Acuarelă pe fildeș, 19,1 × 13,5 cm, 1817, Nationalmuseum.

În secolul al XVIII-lea, cunoaștem miniaturi realizate de Nicolas de Largillière⁠(d), François Boucher, Jean-Marc Nattier și Jean-Germain Drouais⁠(d); dar cele mai importante nume active în Franța sunt cele ale lui Peter Adolf Hall din Suedia, François Dumont din Franța și Friedrich Heinrich Füger⁠(d) din Austria. Micile tablouri pictate de familia Blarenberghe⁠(d) sunt grupate de multe persoane ca miniaturi, iar unii dintre artiștii francezi de mai târziu, precum Pierre-Paul Prud'hon și Constance Mayer⁠(d), au realizat portrete în miniatură. Artiștii populari din Franța au fost însă Jean-Baptiste Jacques Augustin⁠(d) (1759–1832) și Jean-Baptiste Isabey (1767–1855). Portretele lui Napoleon și ale curții sale realizate de ei sunt extrem de frumoase și poate că niciun alt francez nu a pictat miniaturi atât de bine ca Augustin.

### Spania
Miniaturile portret au fost folosite la curtea spaniolă la sfârșitul secolului al XV-lea, începând cu alianța politică dintre Henric al VII-lea al Angliei (r. 1485-1509) și Ferdinand de Aragon (r. 1479-1519). Alianța a celebrat căsătoria dintre Ecaterina de Aragon (1485-1536) și prințul Arthur al Angliei (1486-1502) prin Tratatul de la Medina del Campo din 1489. Promisiunea căsătoriei a început cu schimbul de cadouri, inclusiv bijuterii și miniaturi portrete ale tânărului cuplu. Popularitatea portretelor în miniatură pentru a comemora promisiunea căsătoriei a început să circule în fiecare curte la scurt timp după, în special în Spania. Simbolurile portretelor în miniatură pentru a comemora o alianță prin căsătorie au fost considerate extrem de intime și personale atât pentru cuplul logodnic, cât și pentru familiile acestora. În Spania, precum și la curțile engleze, portretele în miniatură erau adesea împodobite cu bijuterii sau păstrate în medalioane elaborate care puteau fie ascunse, fie scoase și admirate după bunul plac.
Pictorul spaniol Francisco Goya (1746-1828) a pictat miniaturi portret pentru doliu și nunți începând din 1806. Principalul mediu folosit de Goya a fost uleiul, dar i s-au comandat și miniaturi în creion. Între 1824 și 1825, Goya a înregistrat peste 40 de comenzi de miniaturi pe fildeș. În timp ce majoritatea artiștilor de portrete în miniatură punctau culoarea pe fildeș, Goya modela liniile miniaturilor folosind apă. Goya susținea că tehnica sa de modelare era inovatoare și mult diferită de tehnica „accidentală” de spălare cu cerneală dezvoltată în Anglia anilor 1800 de Alexander Cozens. 

### Suedia

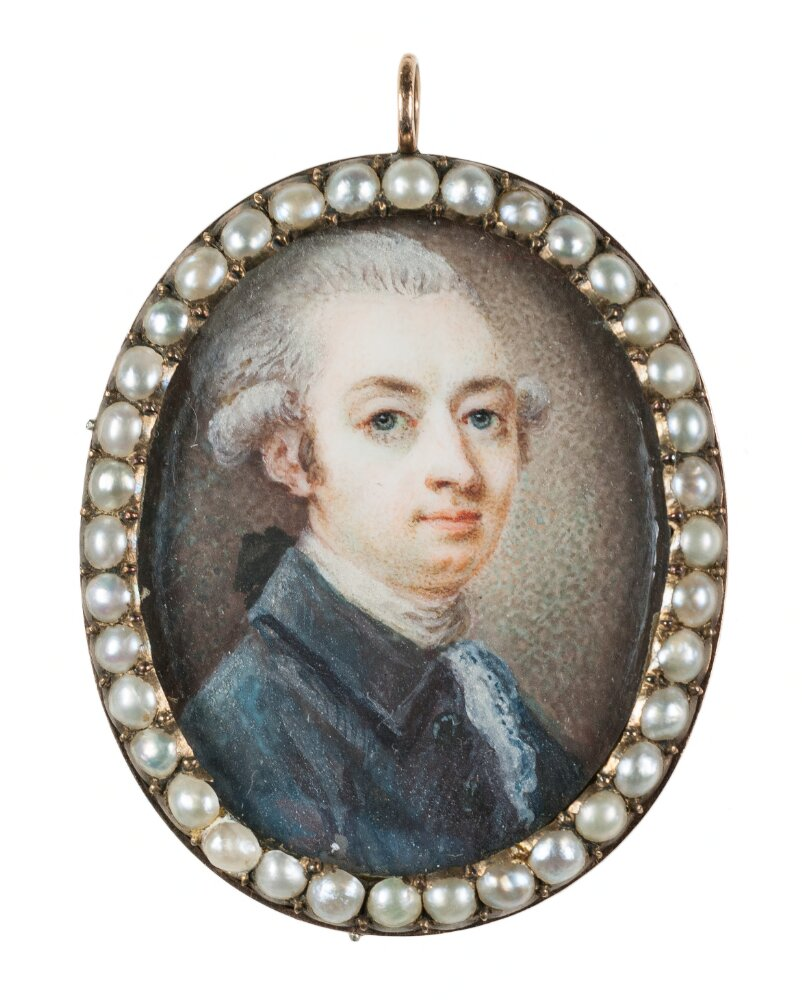
Anton Ulrik Berndes, autoportret.

Anton Ulrik Berndes⁠(d) a jucat un rol important în arta suedeză la sfârșitul secolului al XVIII-lea și începutul secolului al XIX-lea. A produs aproximativ 600 de miniaturi portret și a primit comenzi de la membri ai micii burghezii până la curtea regală.

### Statele Unite ale Americii

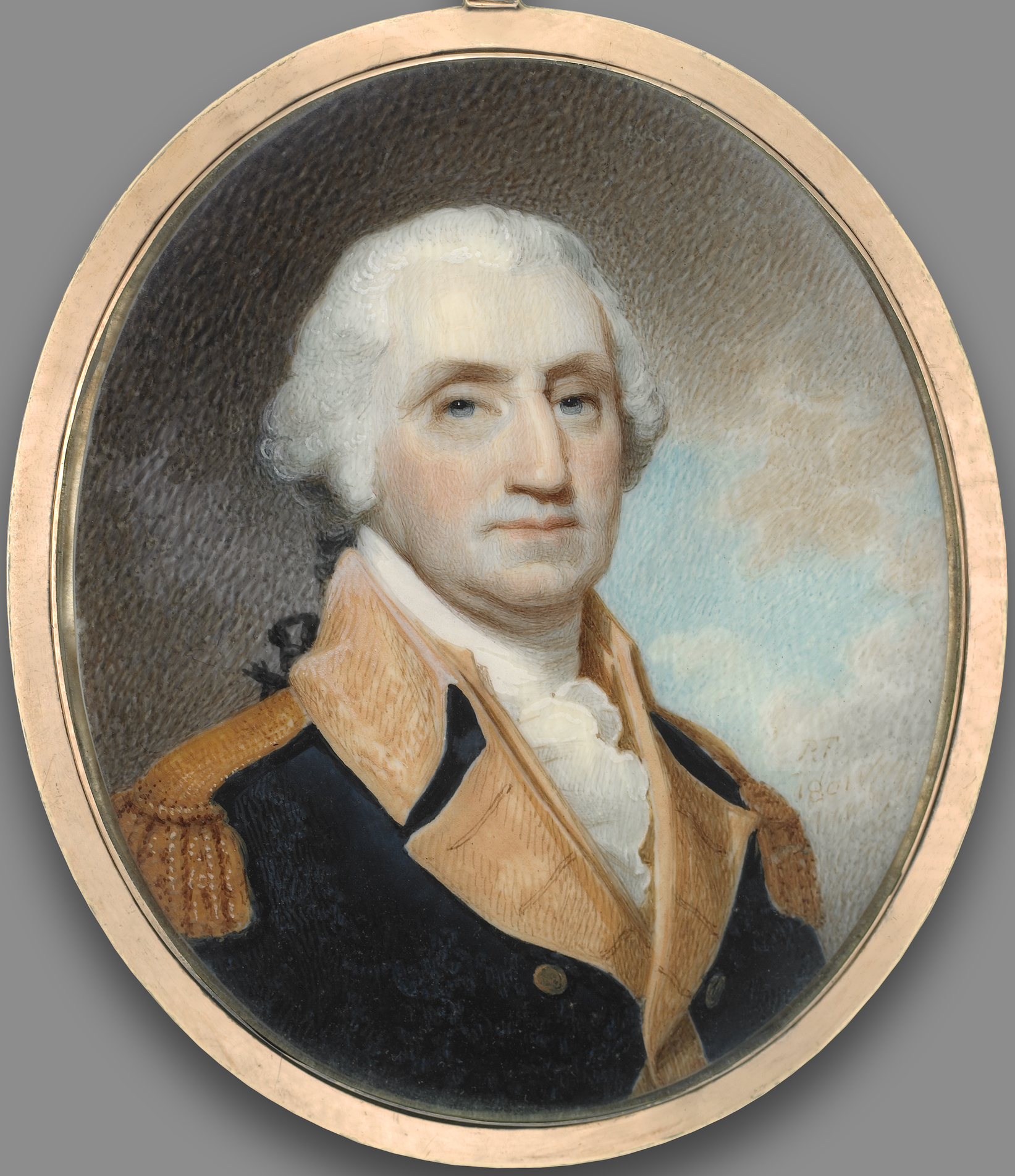
Miniatura lui George Washington de Robert Field (1800)

Stilul englezesc al portretelor în miniatură a fost, de asemenea, exportat în coloniile americane; printre primii miniaturiști americani cunoscuți se numără Mary Roberts (decedată în 1761), prima femeie americană care a lucrat în această formă. La sfârșitul secolului al XVIII-lea, Mary Way⁠(d) și sora ei Betsey au creat portrete care includeau „miniaturi îmbrăcate”, cu țesături, panglici și dantelă aplicate pe imagini. Miniaturista Amalia Küssner Coudert⁠(d) (1863–1932), din Terre Haute, Indiana, a fost cunoscută pentru portretele sale realizate mondenităților din New York și ale regalității europene în ultimul deceniu al secolului al XIX-lea. Printre destinatarii acuarelei sale pe portrete de fildeș s-au numărat Caroline Astor⁠(d), regele Edward al VII-lea, țarul Nicolae al II-lea al Rusiei și Cecil Rhodes. Unul dintre cei mai faimoși pictori miniaturiști din America în timpul secolului al XVIII-lea a fost Robert Field. Multe dintre cele mai proeminente exemple au fost realizate de femei artiste, printre care Eda Nemoede Casterton⁠(d), care a fost selectată pentru a-și prezenta lucrările în prestigiosul Salon de la Paris. Nemoede Casterton a folosit mai ales foi subțiri de fildeș decât pânză pentru picturile sale, o practică comună printre portretiștii în miniatură. În jurul anului 1900, Statele Unite au cunoscut o renaștere a portretului în miniatură, marcată de înființarea în 1899 a Societății Americane a Pictorilor Miniaturiști și de succesul unor artiști precum Virginia Richmond Reynolds⁠(d), Lucy May Stanton⁠(d) și Cornelia Ellis Hildebrandt⁠(d). Acest lucru a fost reflectat mai recent de artiști realiști contemporani precum Dina Brodsky⁠(d). Artista realismului contemporan Ann Mikolowski⁠(d) a fost în același timp portretistă de miniaturi și ilustratoare de materiale tipărite.
Portrete în miniatură și doliu în America colonială
De-a lungul istoriei, cei îndoliați au purtat cu ei portrete pentru a-i onora pe cei dragi; această practică a ajuns în America colonială la mijlocul secolului al XVIII-lea. Miniaturile de portret în onoarea persoanei decedate puteau lua mai multe forme, cum ar fi inele, broșe, medalioane și fotografii cu rame mici. Înainte de miniaturile portret, cei dragi primeau deseori mărturii ale decedatului sub formă de inele sau medalioane cu inscripții sau imagini care se potriveau cu cele din sicriu. Imaginile și cuvintele asortate au creat un tip de legătură, permițând familiei supraviețuitoare să se simtă mai aproape de persoana iubită. În secolul al XVIII-lea, trecerea de la jelirea morții la sărbătorirea vieții a marcat o schimbare a semnificației din spatele simbolurilor cu inscripții și imagini morbide. Simbolurile nu mai reprezentau legătura dintre cei plecați și cei rămași în urmă, ci o conștientizare sumbră a mortalității. Ideea de gen a influențat, de asemenea, viziunea asupra simbolurilor de doliu; femeile erau considerate mai emoționale pentru a purta simboluri, iar societatea nu vedea cu ochi buni bărbații care purtau astfel de simboluri. Dacă bărbații ar fi purtat un simbol al unei persoane dragi, o imagine a vieții, mai degrabă decât a morții, s-ar fi dovedit a fi mai potrivită.
Primele portrete în miniatură documentate în America colonială au apărut pentru prima dată în anii 1750 și este posibil să fi apărut înainte de atunci. Aceste portrete erau, de obicei, comandate pentru a aminti de cineva care a murit subit din cauza unei boli la o vârstă fragedă. Familia unei fetițe de doisprezece ani pe nume Hannah a comandat un medalion pentru a o face să arate ca înainte de a se îmbolnăvi. Medalionul purta portretul tinerei fete și avea aripi de înger deasupra ei, cu cuvintele „NOT LOST” scrise pe lateral. Portretele de acest fel purtau speranță și amintire în locul stigmatului tristeții constante.

## Materiale și tehnici

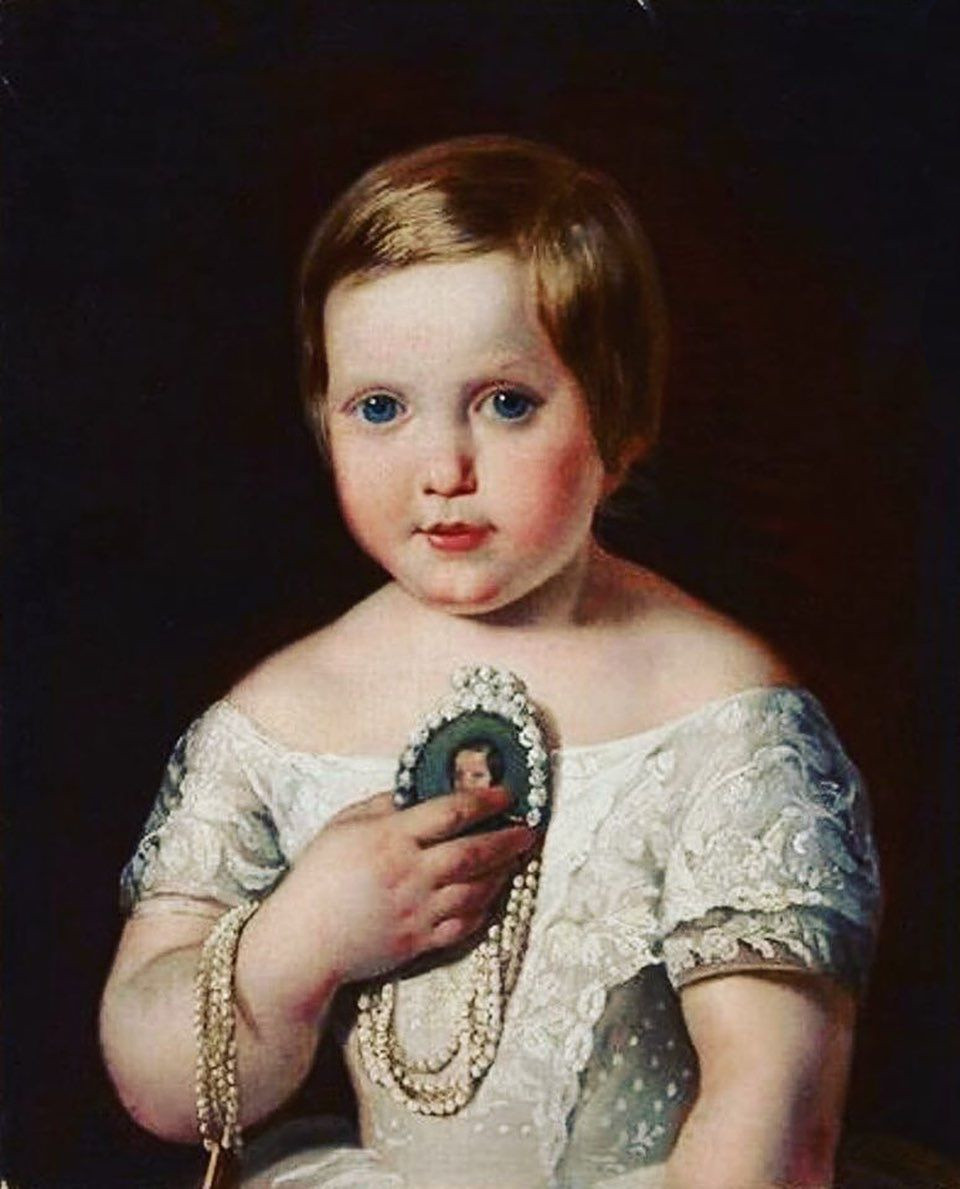
Pedro Afonso, Prințul Imperial al Braziliei ținând în mână un pandantiv ca un portret miniatură al tatălui său, împăratul Pedro al II-lea, 1850

Cele mai vechi miniaturi au fost pictate pe pergament, piele de găină sau carton, sau de Hilliard și alții pe spatele cărților de joc și, de asemenea, pe velină foarte subțire, strâns lipită pe cărți de joc.
În secolul al XVII-lea, pergamentul sau pielea de vițel amorsată erau considerate o alternativă ușoară la cupru.
În secolul al XVIII-lea, acuarela pe fildeș a devenit suportul standard. Utilizarea fildeșului a fost adoptată pentru prima dată în jurul anului 1700, în ultima parte a domniei lui William al III-lea.
Email: Miniaturile portret pictate pe email în ulei cu suport de cupru a fost o metodă creată în Italia în secolul al XVI-lea. Se discută dacă această metodă a fost atribuită artiștilor italieni sau celor olandezi. În secolele al XVII-lea, al XVIII-lea și al XIX-lea, miniaturiștii portretiști au folosit emailul cu suport de cupru în Germania, Portugalia și Spania. Mulți artiști olandezi și germani au adoptat cuprul ca suport, îmbunătățind și mai mult imaginile. Cu timpul, doar elita își putea permite cupru, forțându-i pe artiști să folosească pergamentul întins, fildeșul sau hârtia. Miniaturile olandeze și germane erau pictate în ulei și, de regulă, acestea sunt pe cupru; există portrete în același mediu și adesea pe același material, atribuite multora dintre marii artiști italieni, în special celor din școala de la Bologna. Se spune că Samuel Cooper a executat câteva picturi în ulei pe cupru. Începând cu mijlocul secolului al XVII-lea, multe acuarele au fost realizate cu smalț vitros. Jean Petitot⁠(d) (1607–1691) a fost cel mai mare lucrător în acest material și și-a pictat cele mai frumoase portrete la Paris pentru Ludovic al XIV-lea al Franței. Fiul său i-a urmat în aceeași profesie. Alți artiști în email au fost Christian Friedrich Zincke⁠(d) (decedat în 1767) și Johann Melchior Dinglinger⁠(d). Mulți dintre acești artiști erau fie francezi, fie elvețieni, dar cei mai mulți dintre ei au vizitat Anglia și au lucrat acolo pentru o perioadă. Cel mai mare pictor englez de portrete în email a fost Henry Bone⁠(d) (1755–1839). O mare colecție a micilor sale reproduceri în email ale unor picturi celebre se află în Colecția Regală Britanică. Emailul a rămas o alternativă consistentă și robustă la miniaturile de artă portretistică în secolele al XVIII-lea și al XIX-lea.
Mica: Mica este un mineral foarte subțire care poate fi ras în bucăți transparente cunoscute la acea vreme sub denumirea de „talc”. Materialul subțire ca hârtia putea fi pictat cu ulei și plasat peste miniatura portretului, astfel încât deținătorul miniaturii portretului să poată îmbrăca subiectul sau să deghizeze portretul.
Suprapuneri de costume

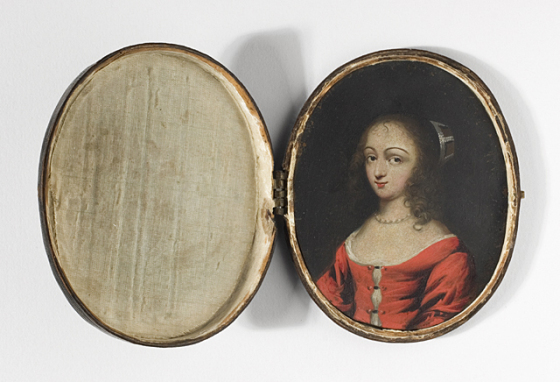
Exemplu de portret cu mai multe acoperiri de costume sunt disponibile online prin Muzeul de Artă al comitatului Los Angeles.

Acoperirea costumelor era o tehnică prin care artiștii erau însărcinați să picteze un subiect în costum sau într-o stare vestimentară modificată pentru a ascunde identitatea acestuia. De obicei, portretul era comandat cu o suprapunere subțire detașabilă din mică pentru a ascunde identitatea subiectului. Ascunderea identității unei miniaturi ar fi fost necesară dacă subiectul era un conducător nepopular, putând provoca daune dacă o persoană era surprinsă purtând poza. Un astfel de exemplu este pictarea peste un portret în costum pentru a ascunde portretul original. Muzeul de Artă al comitatului Los Angeles, Departamentul de Costume și Textile, a descoperit o serie de miniaturi portrete din Anglia, datând din anii 1650, care par să arate aceeași femeie îmbrăcată. Femeia semăna izbitor cu monarhul englez Carol I (1600-1649), care a fost executat în 1649. Regele a rămas popular în rândul unui grup de adepți după execuția sa și mulți au găsit modalități subtile de a-l onora pe rege. Această descoperire este doar o privire asupra modului în care miniaturile portrete ar putea servi și ca o modalitate de a comemora pierderea, precum și loialitatea.

## Prezentări
O serie de muzee expun picturi în ulei originale în miniatură, inclusiv Muzeul de Arte din Boston și Castelul Astolat Dollhouse, atunci când acesta este expus publiculuiu. Galeria Națională de Portret din Washington, DC, precum și Victoria and Albert Museum din Londra au un număr mare de miniaturi de portrete printre colecțiile lor mai mari de portrete, multe fiind, de asemenea, accesibile publicului pentru vizionare online.

### Expoziții
- Bienala Internațională de Artă Miniaturală (din 1989), Gornji Milanovac, Serbia
- Bienala Internațională de Artă Miniaturală (din 2000), Częstochowa, Polonia
- Expoziția anuală a Societății Regale de Miniatură⁠(d), Londra, Marea Britanie